# Harolyn Blackwell
Harolyn Blackwell née le 23 novembre 1955 est une cantatrice américaine. Elle a tenu le rôle de Francisca dans la reprise de la comédie musicale
West Side Story en 1980 à Broadway.